# Brachycentrus carpathicus
Brachycentrus carpathicus är en nattsländeart som beskrevs av Dziedzielewicz 1895. Brachycentrus carpathicus ingår i släktet Brachycentrus och familjen bäcknattsländor. Inga underarter finns listade i Catalogue of Life.